# Захарчук Максим Миколайович
Макси́м Микола́йович Захарчу́к — старший матрос збройних сил України, учасник російсько-української війни, посмертно нагороджений орденом «За мужність» ІІІ ступеня .

## Життєпис
Народився в селі Орлівка, Великомежиріцької громади Рівненського району. Був другим сином із шести дітей у родині.
Після 9 класу мама з дітьми переїхала із Орлівки в село Стовпин.

## Загибель
Загинув під час виконання бойового завдання на острові Тендрівська коса Скадовського району на Херсонщині. 17 травня 2024 посмертно нагороджений орденом «За мужність» ІІІ ступеня 